# Travellers Rest River
Der Travellers Rest River ist ein Fluss im Westen des australischen Bundesstaates Tasmanien.

## Geografie

### Flusslauf
Der rund elf Kilometer lange Travellers River entspringt an den Südhängen der Mountains of Jupiter, einem Gebirge an der Ostgrenze des Cradle-Mountain-Lake-St.-Clair-Nationalparks. Von dort fließt er nach Süden durch den Travellers Rest Lake und die Travellers Rest Lagoon und mündet bei Derwent Bridge in den Derwent River.

### Durchflossene Seen
Er durchfließt folgende Seen:
- Travellers Rest Lake – 950 m
- Travellers Rest Lagoon – 949 m